# Bill Maher (wioślarz)
William Patrick "Bill" Maher (ur. 25 czerwca 1946 w Detroit) – amerykański wioślarz, brązowy medalista olimpijski.

## Kariera
Wystąpił na igrzyskach olimpijskich w Meksyku w 1968, gdzie wspólnie z Johnem Nunnem zdobył brązowy medal w dwójkach podwójnych. W finale o 2,39 sekundy przegrali z osadą ZSRR i o 1,41 sekundy z osadą Holandii. Był to jego jedyny start olimpijski.
Zdobywał mistrzostwo kraju w jedynkach w latach 1965, 1967 i 1969. W 1966 zajął szóste miejsce na mistrzostwach świata w Bledzie. Kształcił się na Northeastern University. Następnie wstąpił do United States Army.